# NGC 6530
NGC 6530 je otvoreni skup u zviježđu Strijelcu. Dio je maglice Lagune (NGC 6523).

## Vanjske poveznice
- (engl.) SEDS: NGC 6530
- (engl.) Hartmut Frommert: Revidirani Novi opći katalog
- (engl.) Izvangalaktička baza podataka NASA-e i IPAC-a
- (engl.) Astronomska baza podataka SIMBAD
- (engl.) VizieR
- DSS-ova slika NGC 6530
- (engl.) Auke Slotegraaf: NGC 6530 Deep Sky Observer's Companion
- (engl.) Courtney Seligman: Objekti Novog općeg kataloga: NGC 6500 - 6549